# Garcinia epunctata
Garcinia epunctata är en tvåhjärtbladig växtart som beskrevs av Otto Stapf. Garcinia epunctata ingår i släktet Garcinia och familjen Clusiaceae. Inga underarter finns listade i Catalogue of Life.